# Дьяконовский 1-й
Дьяконовский 1-й — хутор в Урюпинском районе Волгоградской области России, административный центр Акчернского сельского поселения. Расположен на реке Акчерня, в  19 км к югу от Урюпинска.
Население — 451 (2010)

## История
Дата основания не установлена. Хутор относился к юрту станицы Тепикинской Хопёрского округа Области Войска Донского (до 1870 года — Земля Войска Донского)
В 1859 году на хуторе проживало 38 душ мужского и 55 душ женского пола. В 1897 году на хуторе Дьяконовском (он же Попов) проживало 108 мужчин и 126 женщин. Население хутора было в большинстве неграмотным: на хуторе проживало всего 9 грамотных мужчин, грамотных женщин не было. Согласно алфавитному списку населённых мест Области Войска Донского 1915 года земельный надел хутора составлял 1470 десятин, на хуторе насчитывалось 63 двора, в которых проживало 262 мужчины и 228 женщин.
В 1921 году хутор был включён в состав Царицынской губернии. С 1928 года — в составе Урюпинского района Хопёрского округа (упразднён в 1930 году) Нижне-Волжского края (с 1934 года — Сталинградского края, с 1936 года Сталинградской области, с 1961 года — Волгоградской области).
В 1972 году к хутору Дьяконовский был присоединён располагавшийся на левом берегу Акчерни хутор Романовский Акчернского сельсовета

## География
Хутор находится в лесостепи, на реке Акчерня (преимущественно на правом берегу), в пределах Хопёрско-Бузулукской равнины, являющейся южным окончанием Окско-Донской низменности. Центр хутора расположен на высоте около 80 метров над уровнем моря. В районе хутора сохранились островки леса. Почвы — чернозёмы обыкновенные. Почвообразующие породы — пески.
Близ хутора проходит автодорога, связывающая город Урюпинск и хутор Дубовский. Автомобильной дорогой с твёрдым покрытием хутор связан со станице Тепикинской (5,9 км). По автомобильным дорогам расстояние до районного центра города Урюпинска составляет 19 км, до областного центра города Волгоград — 350 км.
Климат
Климат умеренный континентальный (согласно классификации климатов Кёппена — Dfb). Многолетняя норма осадков — 475 мм. В течение города количество выпадающих атмосферных осадков распределяется относительно равномерно: наибольшее количество осадков выпадает в июне — 51 мм, наименьшее в марте — 27 мм. Среднегодовая температура положительная и составляет + 6,9 °С, средняя температура самого холодного месяца января −8,9 °С, самого жаркого месяца июля +21,7 °С.
Часовой пояс
Дьяконовский 1-й, как и вся Волгоградская область, находится в часовой зоне МСК (московское время). Смещение применяемого времени относительно UTC составляет +3:00.

## Население
Динамика численности населения по годам:
| 1859 | 1873 | 1897 | 1915 | 1989 | 2002 |
| ---- | ---- | ---- | ---- | ---- | ---- |
| 93   | 170  | 234  | 490  | ≈370 | 425  |

| 2010 |
| ---- |
| 451  |